# Прокаїн
Новокаїн (прокаїн, β-диетиламіноетилового ефіру пара-амінобензойної кислоти гідрохлорид) — хімічна речовина з місцевою знеболювальною дією. Міжнародна назва англ. procaine. Належить до блокаторів натрієвих каналів.

## Історія
Один з найстаріших місцевих анестетиків, який використовують у медицині.
Синтезований німецьким вченим Альфредом Ейнгорном у 1905 році, як альтернатива кокаїну (звідки власне і пішла торгова назва Новокаїн: лат. nov — новий і cain — загальноприйняте закінчення назви алкалоїдів з місцевоанестезувальною дією).
У XX столітті використовувався також, як еталон (еквівалент) визначення сили дії місцевоанестезійної речовини на організм людини. Застосовують у медицині (ветеринарній теж).
Одним із важливих факторів поширення новокаїну залишається низька собівартість синтезу препарату та його відносно низька токсичність.

## Синтез
Прокаїн можна синтезувати двома способами.

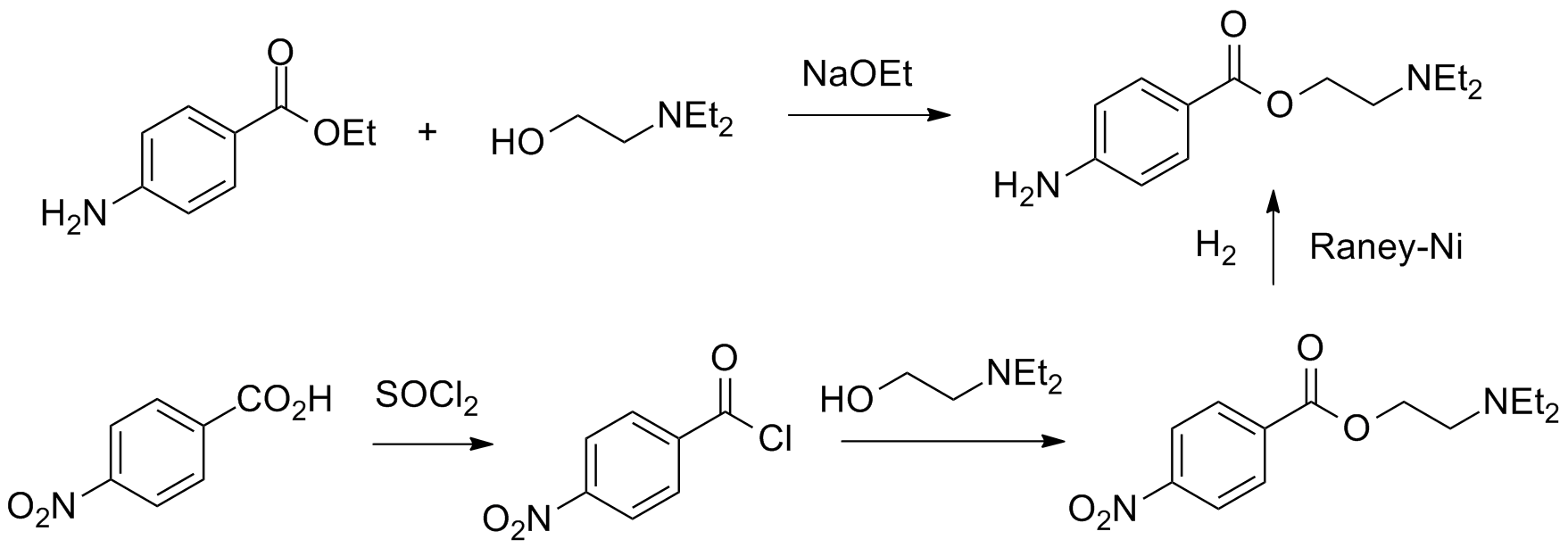
Синтез прокаїну

1. Перший складається з безпосередньої реакції етилового ефіру 4-амінобензойної кислоти з 2-діетиламіноетанолом у присутності етоксиду натрію.
2. Другий — шляхом окислення 4-нітротолуолу до 4-нітробензойної кислоти, яка надалі реагує з тіонілхлоридом, одержаний хлорид кислоти потім етерифікують 2-диетиламіноетанолом, отримуючи нітрокаїн. Нарешті, нітрогрупа відновлюється гідруванням над нікелевим каталізатором Ренея.

## Форма випуску
Новокаїн випускають у водному розчині з концентрацією 0,25 %, 0,5 %, 1 %, 2 %, 10 % в ампулах (по 1, 2, 5 і 10 мл) та флаконах (по 100, 200 та 400 мл); свічки ректальні по 0,1 г; 5 % і 10 % мазь (зовнішньо).

## Застосування
Місцева анестезія: інфільтраційна (також внутрішньо кісткова), провідникова, епідуральна, спинномозкова. Вагосимпатична й паранефральна новокаїнові блокади. Пізній токсикоз вагітних з артеріальною гіпертензією, артеріальна гіпертензія, фантомні болі. Для підготовки й під час загальної анестезії, а також у після операційному періоді (для усунення болю і спазмів), спазм судин (для усунення спазмів периферичних судин і поліпшення мікроциркуляції при відмороженнях у до реактивний період). Ендартеріїт, облітеруючий атеросклероз судин нижніх кінцівок, коронароспазм, спазм церебральних артерій, захворювання суглобів ревматичного та інфекційного походження.
Для розчинення пеніциліну (з метою подовження тривалості дії засобу в організмі).

## Протипоказання
Підвищена чутливість до компонентів препарату, міастенія, гіпотензія, лікування сульфаніламідами, гнійний процес у місці введення. Дитячий вік (до 12 років). Термінові операції, що супроводжуються гострою крововтратою. Виражені фіброзні зміни в тканинах (для анестезії методом повзучого інфільтрату).

## Побічна дія
Можливі запаморочення, слабкість, алергійні реакції (дерматит, лущення шкіри), зниження артеріального тиску, колапс, анафілактичний шок.
Застосування прокаїну призводить до пригнічення активності нейронів. Депресія призводить до того, що нервова система стає гіперчутливою, викликаючи неспокій і тремтіння, що призводить до незначних та сильних судом. Дослідження на тваринах показали, що використання прокаїну призвело до підвищення рівня дофаміну та серотоніну в мозку. Інші проблеми можуть виникнути через різну індивідуальну толерантність до дозування прокаїну. Нервовість і запаморочення можуть виникати внаслідок збудження центральної нервової системи, що може призвести до дихальної недостатності при передозуванні. Прокаїн також може спричинити ослаблення міокарда, що призводить до зупинки серця.
Прокаїн також може викликати алергічні реакції, через які у людей виникають проблеми з диханням, висипаннями та набряками. Алергічні реакції на прокаїн зазвичай виникають не у відповідь на сам прокаїн, а на його метаболіт PABA. Частота випадків алергічних реакцій становить 1 на 500 000 ін’єкцій (Північна Америка). Приблизно один з 3 000 білих північноамериканців є гомозиготним (тобто має дві копії аномального гена) за найпоширенішою атиповою формою ферменту псевдохолінестерази, що не гідролізує складні ефірні анестетики, такі як прокаїн. Це призводить до тривалого періоду високого рівня анестетика в крові та підвищеної токсичності.
Однак певні популяції у світі, такі як спільнота Vysya в Індії, зазвичай мають дефіцит цього ферменту.

## Синоніми
Прокаїну гідрохлорид, Протокаїн, Етокаїн, Аллокаїн, Амбокаїн, Амінокаїн, Анестокаїн, Атоксикаїн, Церокаїн, Хемокаїн, Цитокаїн, Етонаукаїн, Неокаїн, Панкаїн, Паракаїн, Планокаїн, Сінтокаїн, Генокаїн, Герокаїн, Ізокаїн, Йенакаїн, Марекаїн, Мінокаїн, Наукаїн, Полокаїн, Севікаїн, Синкаїн, Топокаїн.

### Комбіновані
Новокаїн входить до складу комбінованих препаратів меновазин, новоциндол, 1 % лінімент синтоміцину з новокаїном, солутан і ефатин, сульфокамфокаїн.
Похідне — прокаїнамід.